# Harlan Ellison
Harlan Jay Ellison, född 27 maj 1934 i Cleveland, USA, död 28 juni 2018 i Los Angeles, USA, var en amerikansk författare, manusförfattare och redaktör. Han var huvudsakligen verksam inom fältet spekulativ fiktion. Han var främst känd som novellförfattare, med över 1 700 publicerade berättelser i genrerna science-fiction, fantasy, skräck och magisk realism. Dessutom skrev han film- och tv-manus, samt essäer, artiklar, tv- och filmkritik i veckopress och magasin. Han var också redaktör för de banbrytande novellantologierna Dangerous Visions (1967) och Again, Dangerous Visions (1972). För sina noveller belönades han med flera framstående utmärkelser, såsom Hugo-, Nebula-, Edgar-, Stoker- och World Fantasy Award.

## Biografi
Ellisons barndom var delvis problematisk. Han blev mobbad i skolan och rymde hemifrån ett flertal gånger. Han försörjde sig som diversearbetare och arbetade bland annat som bomullsplockare, fiskare, kock, livvakt och taxiförare. Han studerade vid Ohio State University i ett och ett halvt år innan han blev avstängd för att ha slagit en professor som han påstod hade nedvärderat hans skrivtalang. Under två decennier skickade Ellison sedan professorn en kopia på varje berättelse han fick publicerad. Han marscherade med medborgarrättsrörelsen från Selma till Montgomery tillsammans med Martin Luther King 1965.
Som research inför sin första roman Rumble (1958) gick Ellison med i ett ungdomsgäng i Brooklyn under mitten av 1950-talet. Om dessa erfarenheter har han skrivit i den självbiografiska Memos from Purgatory (1961).
På 1960-talet flyttade han till Kalifornien och började skriva manus för tv, bland annat till Burke’s Law, The Outer Limits, The Alfred Hitchcock Hour och Star Trek. Avsnittet ”The City on the Edge of Forever”, som bygger på Ellisons manus, anses allmänt vara seriens bästa. Han arbetade på Walt Disney Studios men fick sparken efter bara en dag, då han dragit snuskiga skämt om Musse Pigg.

## Litterär bana
Ellisons tidiga alster var främst inom spännings- och kriminalgenrerna. Han publicerade ett flertal noveller i underhållningsmagasin. Då han behövde bli publicerad för att kunna försörja sig låg fokus snarare på kvantitet än kvalitet. Han skrev under ett flertal pseudonymer, däribland Cordwainer Bird, Ellis Hart och Paul Merchant. Ett antal av hans kriminalnoveller samlades senare i No Doors, No Windows (1975). Parallellt skrev han och publicerade noveller i magasin för traditionell science-fiction. Mot slutet av 1960-talet skulle hans berättelser gå mer i stilen magisk realism och realism med övernaturliga inslag. I The Beast That Shouted Love at the Heart of the World (1969), Deathbird Stories (1975), Strange Wine (1978) och Shatterday (1980) finns några av hans mest kända noveller på dessa teman samlade. Under 1960-talet skrev Ellison även ett antal noveller helt utan spekulativa inslag på socialrealistiska teman som drog- och alkoholmissbruk, gängkriminalitet, abort, rasism och antisemitism.
Utöver att skriva och publicera noveller var Ellison även en flitig kritiker och essäist. Han skrev kolumner om tv och film för olika veckotidningar i Los Angeles såsom Los Angeles Free Press och L.A. Weekly. Många av dessa samlades sedan i The Glass Teat (1970), The Other Glass Teat (1975), An Edge in My Voice (1985) och Harlan Ellison’s Watching (1989).
Som redaktör är Ellison mest känd för antologierna Dangerous Visions (1967) och Again, Dangerous Visions (1972). Berättelserna i dessa volymer var del av en ny strömning inom science-fictiongenren som kom att kallas ”New Wave”. Det som var nytt i genren var en högre grad av stil- och formexperiment, samt fokus på socialpsykologiska och samhälleliga frågor med utgångspunkt i samtiden, till skillnad från den äldre skolans science-fiction som var mer fokuserad på det tekniska och vetenskapliga. Antologierna innehöll bidrag av bland andra Isaac Asimov, Robert Bloch, Philip K. Dick, J. G. Ballard, Roger Zelazny, Philip José Farmer, Samuel R. Delany, Ursula K. Le Guin, Ray Bradbury, Kurt Vonnegut och Dean R. Koontz. En tredje volym med titeln The Last Dangerous Visions var planerad men gavs ut först efter Ellisons död.
Ett flertal av hans egna berättelser filmatiserades, däribland ”A Boy and His Dog” (spelfilm 1975), ”Shatterday” och ”Paladin of the Lost Hour”, de senare för tv-serien The Twilight Zone (1985).

## Privatliv
Ellison var gift fem gånger. Det längsta, och sista, äktenskapet var med Susan Ellison (född Toth), och varade från 1986 till hans död. Harlan Ellison avled den 28 juni 2018, 84 år gammal.